# 江原啓之 スピリチュアルトライ!
江原啓之 スピリチュアルトライ!（えはらひろゆき スピリチュアルトライ!）は文化放送をキーステーションに6局ネットで放送されていた番組。2004年4月に放送開始（ネット局は2005年4月から）。2005年9月末をもって終了。
文化放送では土曜9:45 - 10:00（2004年4月 - 9月）→土曜17:15 - 17:30（2004年10月 - 2005年9月）に放送していた。

## パーソナリティ
- 江原啓之（スピリチュアルカウンセラー）
- 水谷加奈（文化放送アナウンサー）

## 番組コーナー
- スピリチュアル ライフ!
- スピリチュアル サクセス!

番組開始当初は、「ライフ!」で聴取者から江原啓之へ寄せられた悩みに対しての江原の回答を、「サクセス!」で聴取者のスピリチュアルに関わる体験談を紹介していた。だが、番組に江原啓之への相談依頼の投稿が多数寄せられるようになった為、次第に「サクセス!」のコーナーでも「ライフ!」と同様、悩みに対しての江原の回答を紹介するようになった。

## 放送時間（終了当時）
- 北日本放送：日曜17:45 - 18:00
- 静岡放送：日曜6:30 - 6:45
- 山陽放送：日曜8:30 - 8:45
- 長崎放送：日曜18:15 - 18:30
- 大分放送：土曜10:30 - 10:45